# 小行星2005
小行星2005（2005 Hencke）是一颗围绕太阳公转的小行星。1973年9月2日，保羅·維爾特在齐美尔瓦尔德发现了此天体。
該小行星以德國天文學家卡爾·路德維希·亨克命名。
这颗小行星的绝对星等为110.9942202539541等。